# Változás Bírája
A Változás Bírája egy tisztség a Frank Herbert által létrehozott Dűne-univerzum regényekben.
A Változás bírája egy császári tisztségviselő, akit a Landsraad Nagytanácsa és a Császár együttesen nevez ki. Feladata a hűbérbirtok-átadás folyamatának – pl. a leltárak – ellenőrzése, a kanly tárgyalások és az orgyilkosháború hivatalos ütközeteinek felügyelete, a „vitás kérdések döntnöke”. A Változás Bírájának kötelessége gondoskodni az előírások betartásáról a hűbérbirtok átadása során, hiszen az a Császár tulajdona. A Változás Bírájának döntése ellen lehet fellebbezni, de azokat csak a Nagytanács és a Császár együttesen változtathatják meg. Megbízása véget ér, amint lezárul az átadási folyamat.
A legismertebb Változás Bírája Liet-Kynes volt. Ő felügyelte azt, hogy a Harkonnenek hogyan adják át a Dűnét az Atreides-háznak.